# اشتولبرگ (هارتس)
اشتولبرگ (به آلمانی: Stolberg) یک شهر در آلمان است که در زودهارتس واقع شده‌است. شتولبرگ ۱٬۲۸۶ نفر جمعیت دارد.

## خواهرخوانده
شهرهای اشتولبرگ (راینلند) و هدنین خواهرخوانده‌های اشتولبرگ (هارتس) هستند.